# Steen Olsen
Steen Lerche Olsen (ur. 17 czerwca 1886 w Kopenhadze, zm. 5 maja 1960 tamże) – duński gimnastyk, dwukrotny medalista olimpijski.
Dwukrotnie reprezentował barwy Danii na letnich igrzyskach olimpijskich, zdobywając dwa medale: w 1912 r. w Sztokholmie zdobył brązowy, natomiast w 1920 r. w Antwerpii – złoty, w obu przypadkach w konkurencji ćwiczeń wolnych drużynowo.